# Castel Mella
Castel Mella is een gemeente in de Italiaanse provincie Brescia (regio Lombardije) en telt 8928 inwoners (31-12-2004). De oppervlakte bedraagt 7,4 km², de bevolkingsdichtheid is 1164 inwoners per km².
De volgende frazioni maken deel uit van de gemeente: Onzato, Colorne.

## Demografie
Castel Mella telt ongeveer 3407 huishoudens. Het aantal inwoners steeg in de periode 1991-2001 met 40,7% volgens cijfers uit de tienjaarlijkse volkstellingen van ISTAT.
| Jaar | Inwoneraantal |
| ---- | ------------- |
| 1991 | 5786          |
| 2001 | 8141          |

## Geografie
Castel Mella grenst aan de volgende gemeenten: Azzano Mella, Brescia, Capriano del Colle, Flero, Roncadelle, Torbole Casaglia.

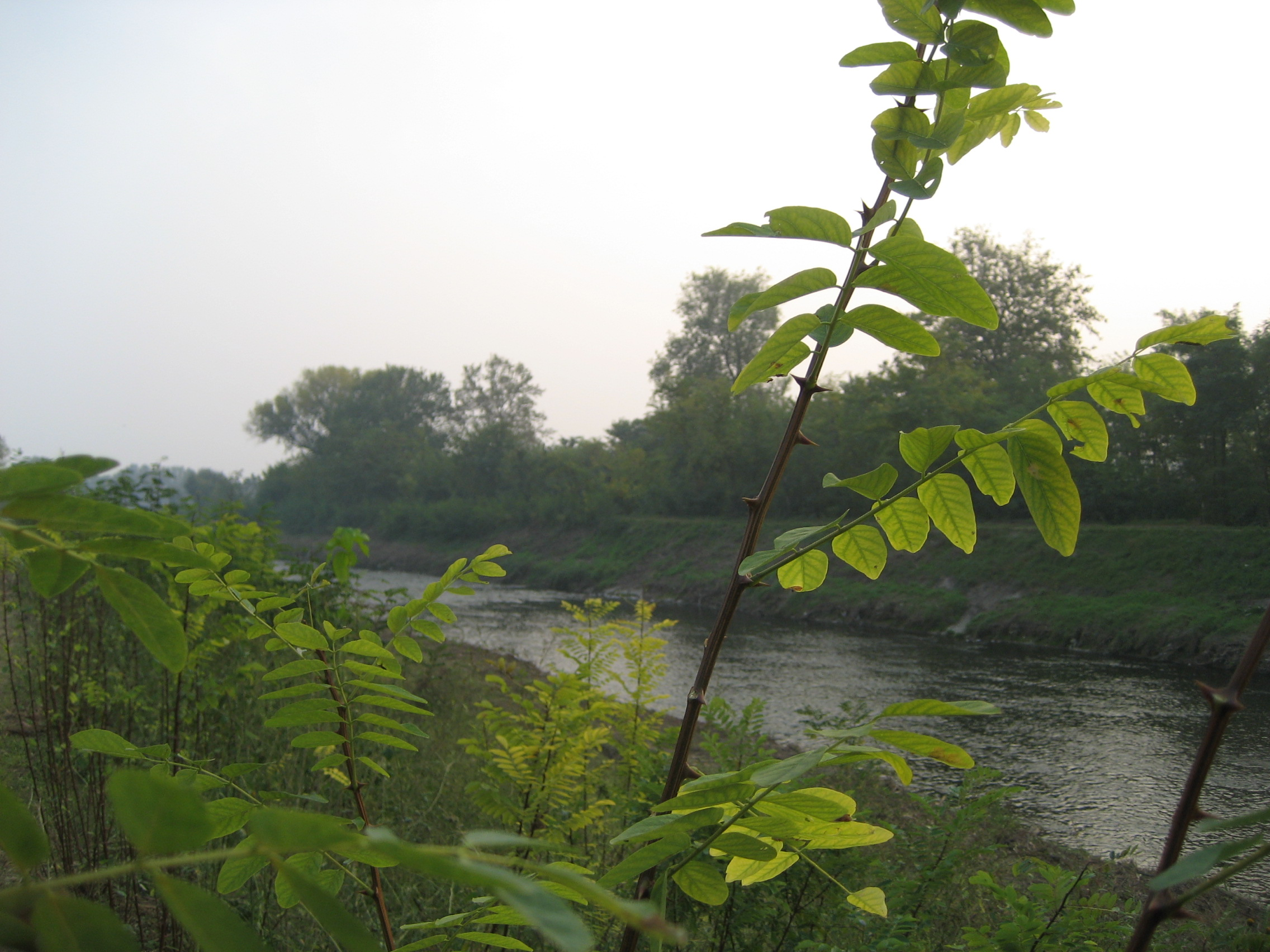
Omgeving van Castel Mella
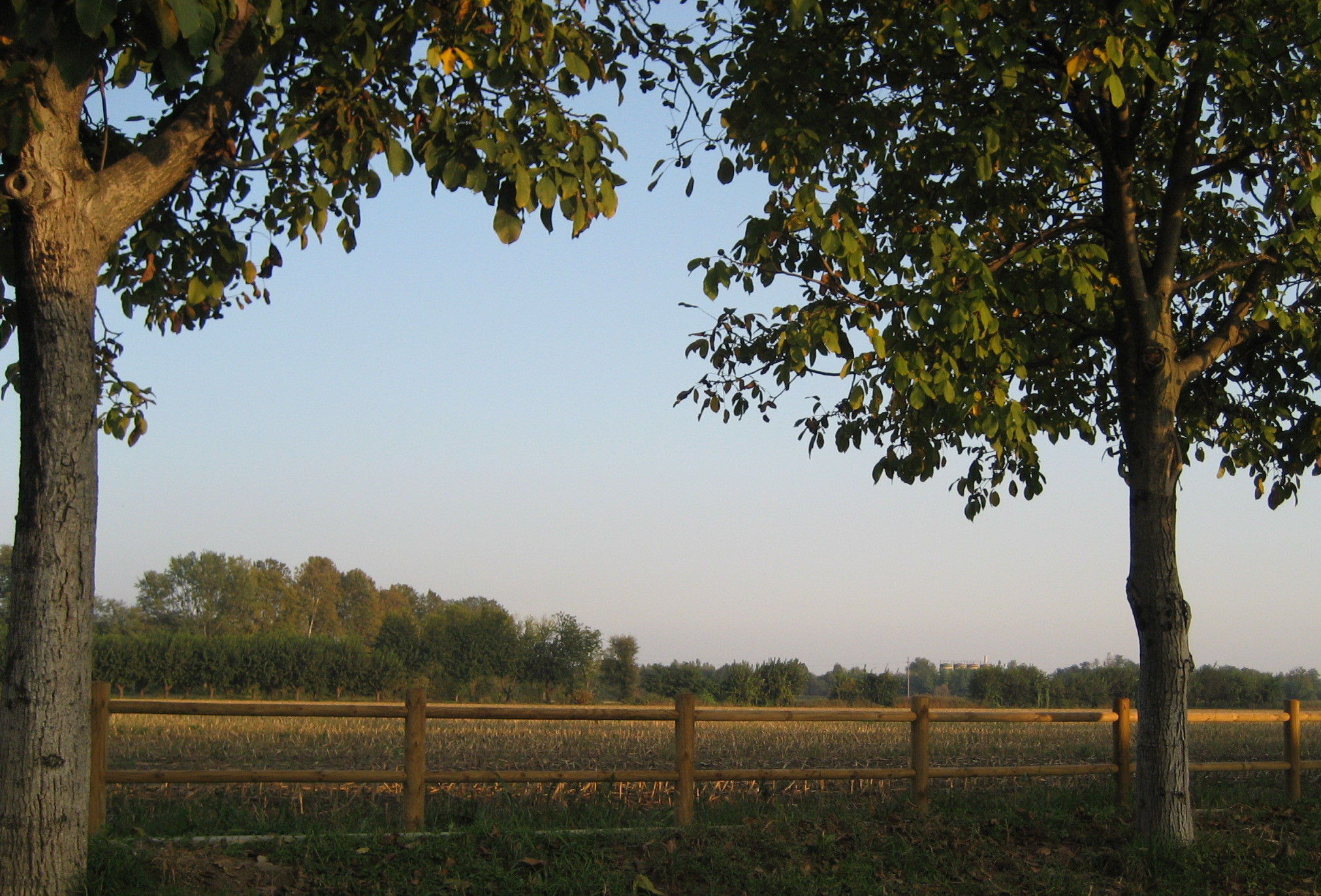